# Politică de îngrădire

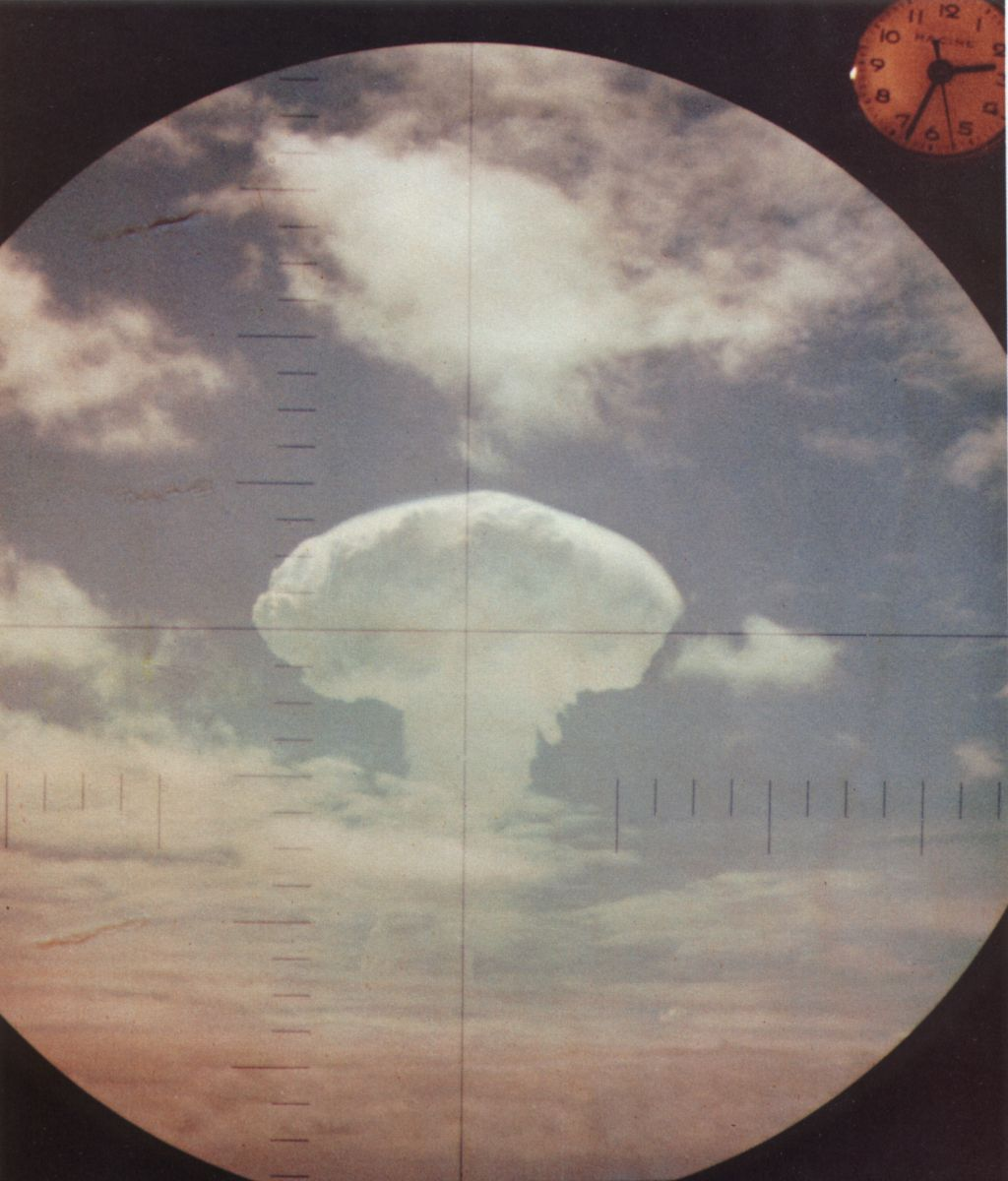
O explozie nucleară din 1962 văzută printr-un periscop al unui submarin american.

Politica de stăvilire sau Politica de îngrădire sau Politica de izolare în limba engleză Containment a fost o politică a SUA, care presupunea utilizarea numeroaselor strategii pentru a preveni extinderea comunismului în lume. Această politică a fost o componentă a Războiului Rece ca răspuns la o serie de acțiuni a URSS de a lărgi influența comunismului în Europa de Est, China, Coreea și Vietnam. Această politică reprezintă o poziție de mijloc între destindere și politica Rollback.
Baza doctrinei a fost exprimată de diplomatul american George F. Kennan în anul 1946 în Telegrama Lungă. Ca o descriere a politicii externe a SUA , cuvântul provine dintr-un raport prezentat de Kennan Secretarului american al Apărării, James Forrestal în 1947, un raport care a fost folosit mai târziu într-un articol de revistă. Cuvântul Containment este o traducere din limba franceză a expresiei cordon sanitar , folosit pentru a descrie politica occidentală față de Uniunea Sovietică în anii 1920.
Cuvântul este asociat cel mai mult de politicile președintelui american Harry Truman (1945–53), inclusiv înființarea Organizației Tratatului Atlanticului de Nord (NATO), care a fost un pact de apărare reciprocă încheiată între statele capitaliste occidentale. Deși președintele Dwight Eisenhower (1953-1961) a cochetat cu doctrina rivală, aceea de rollback, el a refuzat să intervină în Revoluția ungară din 1956. Președintele Lyndon Johnson (1963-1969), a citat politica de izolare ca o justificare pentru politicile sale în Vietnam. Președintele Richard Nixon (1969-1974), lucrând cu consilierul său principal Henry Kissinger, a respins politica de izolarea în favoarea unor relații mai prietenoase cu Uniunea Sovietică și China, această destindere, sau de relaxare a tensiunilor, comerciale implica extinderea comerțului și ale contactelor culturale.
Președintele Jimmy Carter (1976-1981) a subliniat mai degrabă drepturile omului, decât atitudinea anti-comunistă, dar a abandonat destinderea și a revenit la politica de izolare atunci, când sovieticii au invadat Afganistanul în 1979. Președintele Ronald Reagan (1981-1989), denunțând statul sovietic ca un "imperiu al răului", a escaladat Războiul Rece și a promovat politica de Rollback în Nicaragua și Afganistan. Programele principale au început în timpul politicii de  izolare, inclusiv NATO, și politica de descurajarea nucleară (Distrugere Reciprocă Asigurată), au rămas în vigoare chiar și după sfârșitul războiului.